# Canthidium atomarium
Canthidium atomarium är en skalbaggsart som beskrevs av Vladimir Balthasar 1939. Canthidium atomarium ingår i släktet Canthidium och familjen bladhorningar. Inga underarter finns listade.